# Blajan
Blajan est une commune française située dans l'ouest du département de la Haute-Garonne, en région Occitanie. Sur le plan historique et culturel, la commune fait partie du pays de Comminges, correspondant à l’ancien comté de Comminges, circonscription de la province de Gascogne située sur les départements actuels du Gers, de la Haute-Garonne, des Hautes-Pyrénées et de l'Ariège.
Exposée à un climat océanique altéré, elle est drainée par la Gesse, la Bernesse, la Seygouade, Nom inconnu et par divers autres petits cours d'eau. La commune possède un patrimoine naturel remarquable composé de deux zones naturelles d'intérêt écologique, faunistique et floristique.
Blajan est une commune rurale qui compte 433 habitants en 2022. Ses habitants sont appelés les Blajanais ou  Blajanaises.
Le patrimoine architectural de la commune comprend un immeuble protégé au titre des monuments historiques : une maison, inscrite en 1994.

## Géographie

### Localisation
La commune de Blajan se trouve dans le département de la Haute-Garonne, en région Occitanie.
Elle se situe à 75 km à vol d'oiseau de Toulouse, préfecture du département, et à 18 km de Saint-Gaudens, sous-préfecture.
Les communes les plus proches sont : 
Boulogne-sur-Gesse (3,2 km), Lespugue (3,6 km), Montmaurin (4,1 km), Saint-Pé-Delbosc (4,4 km), Gensac-de-Boulogne (4,7 km), Nizan-Gesse (4,8 km), Saint-Loup-en-Comminges (5,2 km), Charlas (5,5 km).
Sur le plan historique et culturel, Blajan fait partie du pays de Comminges, correspondant à l’ancien comté de Comminges, circonscription de la province de Gascogne située sur les départements actuels du Gers, de la Haute-Garonne, des Hautes-Pyrénées et de l'Ariège.
Les communes limitrophes sont Boulogne-sur-Gesse, Charlas, Gensac-de-Boulogne, Lespugue, Montmaurin, Nizan-Gesse et Saint-Pé-Delbosc.
|                    | Boulogne-sur-Gesse | Saint-Pé-Delbosc |
| Gensac-de-Boulogne | Blajan             | Charlas          |
| Nizan-Gesse        | Montmaurin         | Lespugue         |

### Hydrographie

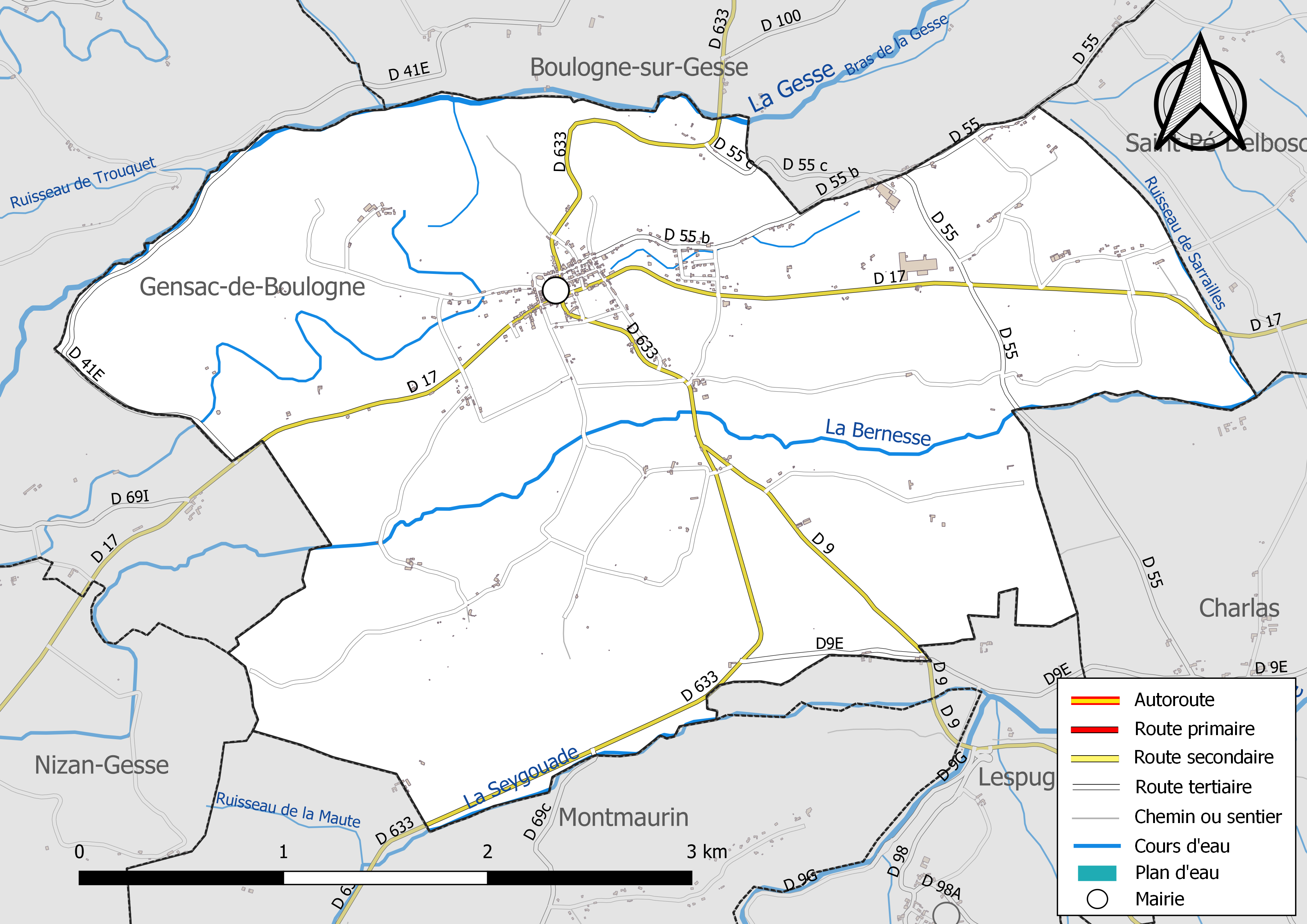
Réseaux hydrographique et routier de Blajan.

La commune est dans le bassin de la Garonne, au sein du bassin hydrographique Adour-Garonne. Elle est drainée par la Gesse, la Bernesse, la Seygouade, le ruisseau de Sarrailles, le ruisseau des Coupales et par divers petits cours d'eau, constituant un réseau hydrographique de 12 km de longueur totale,.
La Gesse, d'une longueur totale de 52,1 km, prend sa source dans la commune d'Arné et s'écoule vers le nord-est. Il traverse la commune et se jette dans la Save à Espaon, après avoir traversé 21 communes.
La Bernesse, d'une longueur totale de 18,4 km, prend sa source dans la commune de Balesta et s'écoule du sud-ouest vers le nord-est. Elle traverse la commune et se jette dans La Save à Montgaillard-sur-Save, après avoir traversé 7 communes.
La Seygouade, d'une longueur totale de 16,7 km, prend sa source dans la commune de Cazaril-Tambourès et s'écoule du sud-ouest vers le nord-est. Elle traverse la commune et se jette dans La Save à Lespugue, après avoir traversé 6 communes.

### Climat
Pour des articles plus généraux, voir Climat de l'Occitanie et Climat de la Haute-Garonne.
En 2010, le climat de la commune est de type climat océanique altéré, selon une étude s'appuyant sur une série de données couvrant la période 1971-2000. En 2020, Météo-France publie une typologie des climats de la France métropolitaine dans laquelle la commune est dans une zone de transition entre le climat océanique et le climat de montagne et est dans une zone de transition entre les régions climatiques « Aquitaine, Gascogne » et « Pyrénées centrales ».
Pour la période 1971-2000, la température annuelle moyenne est de 12,7 °C, avec une amplitude thermique annuelle de 14,6 °C. Le cumul annuel moyen de précipitations est de 927 mm, avec 9,9 jours de précipitations en janvier et 6,6 jours en juillet. Pour la période 1991-2020, la température moyenne annuelle observée sur la station météorologique la plus proche, située dans la commune de Clarac à 18 km à vol d'oiseau, est de 12,5 °C et le cumul annuel moyen de précipitations est de 804,9 mm,. Pour l'avenir, les paramètres climatiques de la commune estimés pour 2050 selon différents scénarios d'émission de gaz à effet de serre sont consultables sur un site dédié publié par Météo-France en novembre 2022.

### Milieux naturels et biodiversité

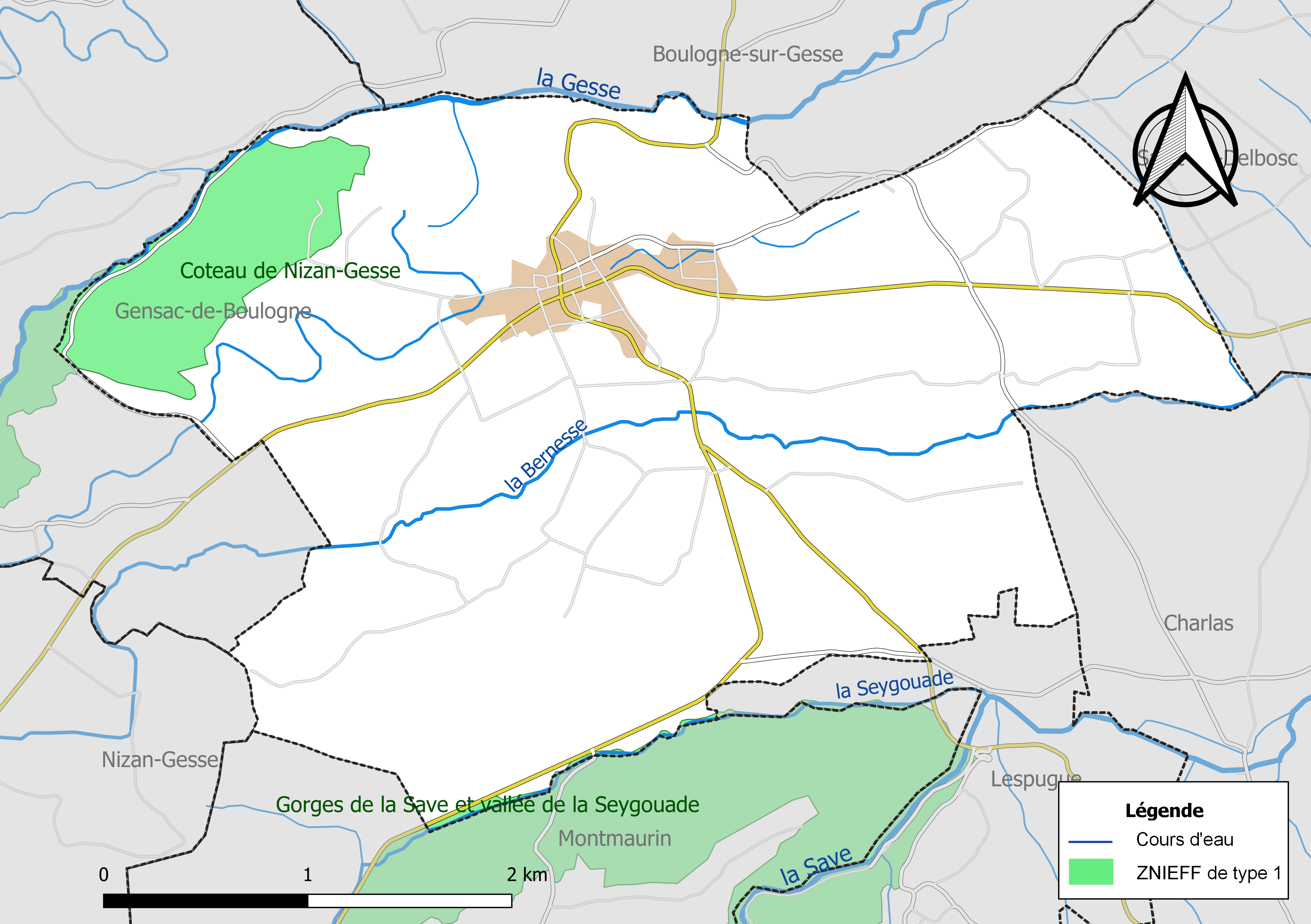
Carte des ZNIEFF de type 1 localisées dans la commune.

L’inventaire des zones naturelles d'intérêt écologique, faunistique et floristique (ZNIEFF) a pour objectif de réaliser une couverture des zones les plus intéressantes sur le plan écologique, essentiellement dans la perspective d’améliorer la connaissance du patrimoine naturel national et de fournir aux différents décideurs un outil d’aide à la prise en compte de l’environnement dans l’aménagement du territoire.
Deux ZNIEFF de type 1 sont recensées dans la commune :
le « coteau de Nizan-Gesse » (231 ha), couvrant 4 communes du département et 
les « gorges de la Save et vallée de la Seygouade » (280 ha), couvrant 3 communes du département.

## Urbanisme

### Typologie
Au 1er janvier 2024, Blajan est catégorisée commune rurale à habitat dispersé, selon la nouvelle grille communale de densité à sept niveaux définie par l'Insee en 2022.
Elle est située hors unité urbaine et hors attraction des villes,.

### Occupation des sols
L'occupation des sols de la commune, telle qu'elle ressort de la base de données européenne d’occupation biophysique des sols Corine Land Cover (CLC), est marquée par l'importance des territoires agricoles (72,7 % en 2018), une proportion identique à celle de 1990 (72,7 %). La répartition détaillée en 2018 est la suivante : 
zones agricoles hétérogènes (47,1 %), forêts (24,4 %), terres arables (17,5 %), prairies (8,1 %), zones urbanisées (3 %). L'évolution de l’occupation des sols de la commune et de ses infrastructures peut être observée sur les différentes représentations cartographiques du territoire : la carte de Cassini (XVIIIe siècle), la carte d'état-major (1820-1866) et les cartes ou photos aériennes de l'IGN pour la période actuelle (1950 à aujourd'hui).

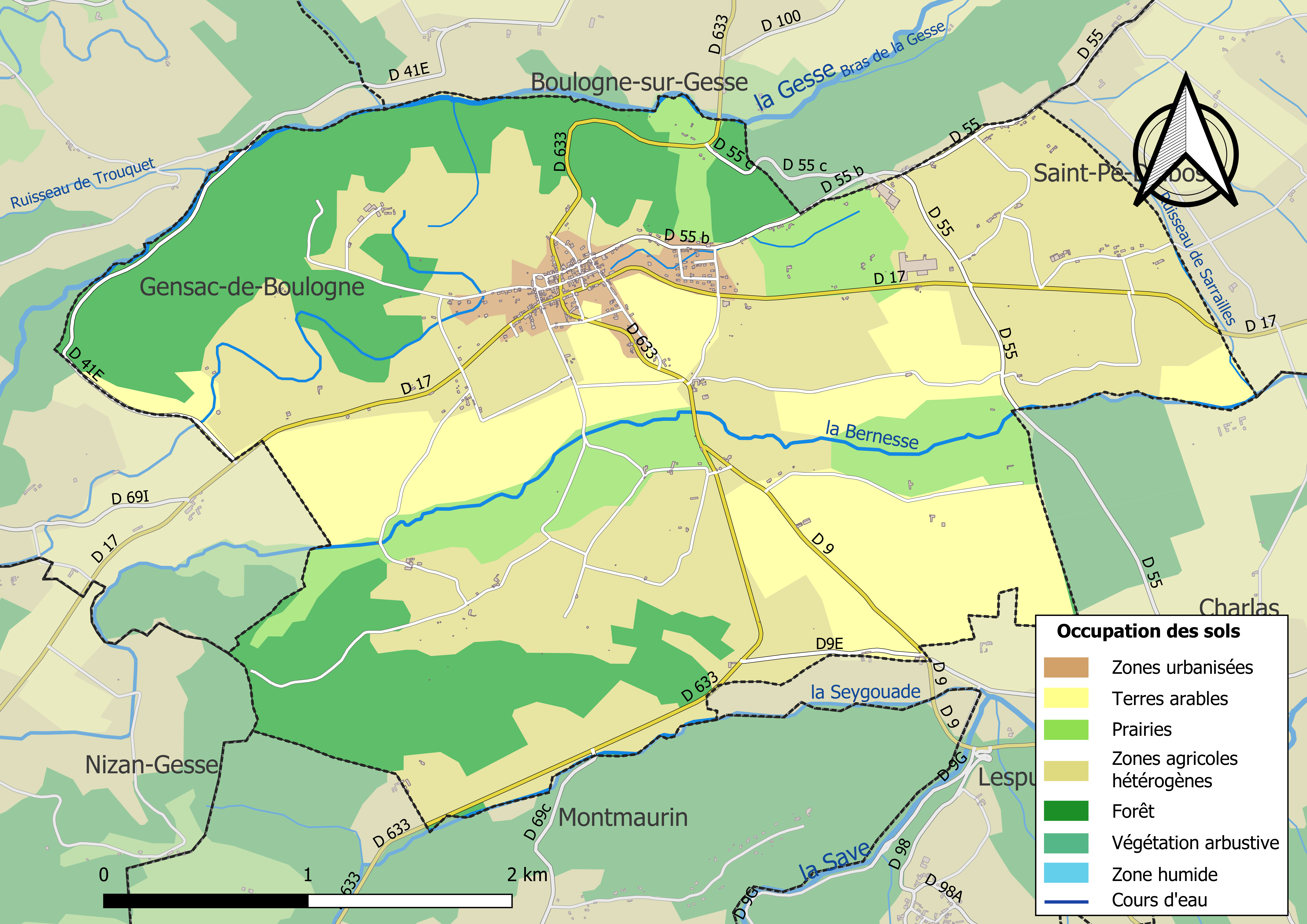
Carte des infrastructures et de l'occupation des sols de la commune en 2018 (CLC).

### Voies de communication et transports
Accès par l'ancienne route nationale 633 avec la ligne régulière de transport interurbain du réseau Arc-en-ciel (anciennement SEMVAT).
Voir aussi : l'ancienne ligne de Toulouse à Boulogne-sur-Gesse.

### Risques majeurs
Le territoire de la commune de Blajan est vulnérable à différents aléas naturels : météorologiques (tempête, orage, neige, grand froid, canicule ou sécheresse), inondations et séisme (sismicité modérée). Un site publié par le BRGM permet d'évaluer simplement et rapidement les risques d'un bien localisé soit par son adresse soit par le numéro de sa parcelle.
Certaines parties du territoire communal sont susceptibles d’être affectées par le risque d’inondation par débordement de cours d'eau, notamment la Seygouade et la Bernesse. La commune a été reconnue en état de catastrophe naturelle au titre des dommages causés par les inondations et coulées de boue survenues en 1982, 1999, 2000 et 2009,.

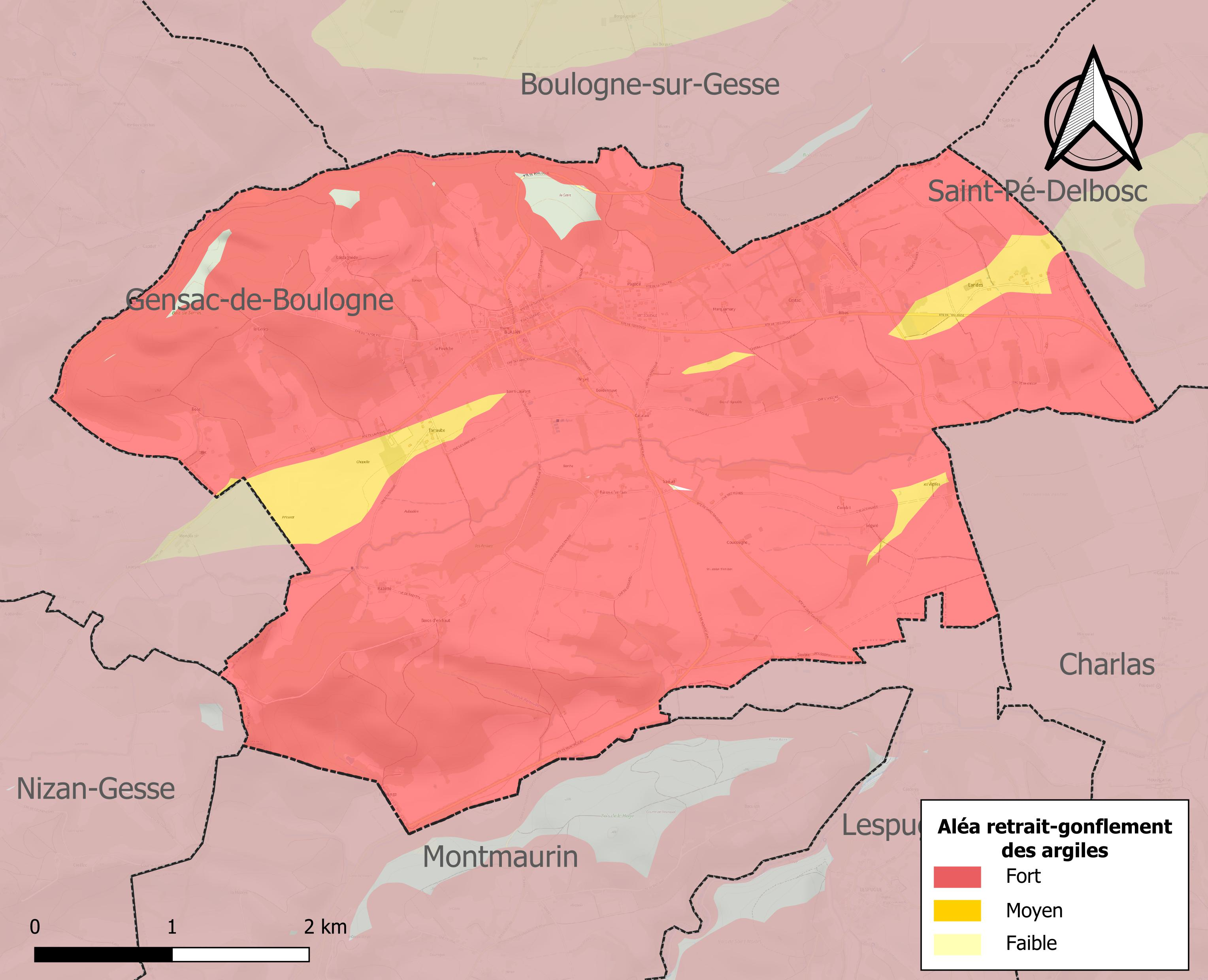
Carte des zones d'aléa retrait-gonflement des sols argileux de Blajan.

Le retrait-gonflement des sols argileux est susceptible d'engendrer des dommages importants aux bâtiments en cas d’alternance de périodes de sécheresse et de pluie. 98,9 % de la superficie communale est en aléa moyen ou fort (88,8 % au niveau départemental et 48,5 % au niveau national). Sur les 256 bâtiments dénombrés dans la commune en 2019, 255 sont en aléa moyen ou fort, soit 100 %, à comparer aux 98 % au niveau départemental et 54 % au niveau national. Une cartographie de l'exposition du territoire national au retrait gonflement des sols argileux est disponible sur le site du BRGM,.
Par ailleurs, afin de mieux appréhender le risque d’affaissement de terrain, l'inventaire national des cavités souterraines permet de localiser celles situées dans la commune.
Concernant les mouvements de terrains, la commune a été reconnue en état de catastrophe naturelle au titre des dommages causés par la sécheresse en 1989, 2003 et 2011 et par des mouvements de terrain en 1999.

## Histoire
Le village de Blajan fut fondé en 1283 par un paréage entre le comte de Foix et l'abbaye de Nizors. En 1345, le village fut brûlé lors des guerres entre Gaston Phoebus et le comté d'Armagnac. Une nouvelle charte des coutumes fut accordée aux Blajanais.

Au XIXe siècle, le village connu un relatif essor économique avec un important développement de son industrie de la soie, la construction de sa fameuse tuilerie et l'arrivée du train par la ligne Toulouse-Boulogne.

## Politique et administration

### Rattachements administratifs et électoraux
Commune faisant partie de la huitième circonscription de la Haute-Garonne, de la communauté de communes Cœur et Coteaux de Comminges et du canton de Saint-Gaudens (avant le redécoupage départemental de 2014, Blajan faisait partie de l'ex-canton de Boulogne-sur-Gesse et avant le 1er janvier 2017 elle faisait partie de la communauté de communes du Boulonnais).

### Liste des maires
| Période                                  | Période  | Identité            | Étiquette | Qualité     |
| ---------------------------------------- | -------- | ------------------- | --------- | ----------- |
| Les données manquantes sont à compléter. |          |                     |           |             |
| mars 2001                                | En cours | Jean-Bernard Castex | MoDem     | Agriculteur |

## Population et société

### Démographie
| 1793 | 1800 | 1806 | 1821 | 1831 | 1836 | 1841 | 1846 | 1851 |
| ---- | ---- | ---- | ---- | ---- | ---- | ---- | ---- | ---- |
| 651  | 651  | 725  | 666  | 741  | 789  | 836  | 787  | 787  |

| 1856 | 1861 | 1866 | 1872 | 1876 | 1881 | 1886 | 1891 | 1896 |
| ---- | ---- | ---- | ---- | ---- | ---- | ---- | ---- | ---- |
| 790  | 793  | 868  | 870  | 807  | 745  | 731  | 682  | 654  |

| 1901 | 1906 | 1911 | 1921 | 1926 | 1931 | 1936 | 1946 | 1954 |
| ---- | ---- | ---- | ---- | ---- | ---- | ---- | ---- | ---- |
| 718  | 706  | 706  | 696  | 710  | 604  | 632  | 621  | 606  |

| 1962 | 1968 | 1975 | 1982 | 1990 | 1999 | 2004 | 2006 | 2009 |
| ---- | ---- | ---- | ---- | ---- | ---- | ---- | ---- | ---- |
| 609  | 569  | 595  | 578  | 521  | 437  | 515  | 529  | 505  |

| 2014 | 2019 | 2022 | - | - | - | - | - | - |
| ---- | ---- | ---- | - | - | - | - | - | - |
| 510  | 451  | 433  | - | - | - | - | - | - |

| selon la population municipale des années : | 1968 | 1975 | 1982 | 1990 | 1999 | 2006 | 2009 | 2013 |
| Rang de la commune dans le département      | 121  | 137  | 171  | 195  | 231  | 217  | 232  | 239  |
| Nombre de communes du département           | 592  | 582  | 586  | 588  | 588  | 588  | 589  | 589  |

### Enseignement
Blajan fait partie de l'académie de Toulouse.

## Économie

### Revenus
En 2018  (données Insee publiées en septembre 2021), la commune compte 189 ménages fiscaux, regroupant 391 personnes. La médiane du revenu disponible par unité de consommation est de 19 490 € (23 140 € dans le département).

### Emploi
|                | 2008  | 2013  | 2018  |
| -------------- | ----- | ----- | ----- |
| Commune        | 9,2 % | 8,9 % | 5,5 % |
| Département    | 7,7 % | 9,6 % | 9,3 % |
| France entière | 8,3 % | 10 %  | 10 %  |

En 2018, la population âgée de 15 à 64 ans s'élève à 251 personnes, parmi lesquelles on compte 73 % d'actifs (67,5 % ayant un emploi et 5,5 % de chômeurs) et 27 % d'inactifs,. En  2018, le taux de chômage communal (au sens du recensement) des 15-64 ans est inférieur à celui de la France et du département, alors qu'en 2008 la situation était inverse.
La commune est hors attraction des villes,. Elle compte 58 emplois en 2018, contre 88 en 2013 et 128 en 2008. Le nombre d'actifs ayant un emploi résidant dans la commune est de 174, soit un indicateur de concentration d'emploi de 33,2 % et un taux d'activité parmi les 15 ans ou plus de 46,9 %.
Sur ces 174 actifs de 15 ans ou plus ayant un emploi, 33 travaillent dans la commune, soit 19 % des habitants. Pour se rendre au travail, 89 % des habitants utilisent un véhicule personnel ou de fonction à quatre roues, 0,6 % les transports en commun, 4,9 % s'y rendent en deux-roues, à vélo ou à pied et 5,5 % n'ont pas besoin de transport (travail au domicile).

### Activités hors agriculture
26 établissements sont implantés  à Blajan au 31 décembre 2019. Le tableau ci-dessous en détaille le nombre par secteur d'activité et compare les ratios avec ceux du département,.
Le secteur de l'industrie manufacturière, des industries extractives et autres est prépondérant dans la commune puisqu'il représente 30,8 % du nombre total d'établissements de la commune (8 sur les 26 entreprises implantées  à Blajan), contre 5,7 % au niveau départemental.

### Agriculture
La commune est dans les « Coteaux de Gascogne », une petite région agricole occupant une partie ouest du département de la Haute-Garonne, constitué d'un relief de cuestas et de vallées peu profondes, creusés par les rivières issues du massif pyrénéen, avec une activité de polyculture et d’élevage. En 2020, l'orientation technico-économique de l'agriculture  dans la commune est la polyculture et/ou le polyélevage.
|               | 1988 | 2000 | 2010 | 2020 |
| ------------- | ---- | ---- | ---- | ---- |
| Exploitations | 26   | 14   | 11   | 12   |
| SAU (ha)      | 424  | 488  | 507  | 564  |

Le nombre d'exploitations agricoles en activité et ayant leur siège dans la commune est passé de 26 lors du recensement agricole de 1988  à 14 en 2000 puis à 11 en 2010 et enfin à 12 en 2020, soit une baisse de 54 % en 32 ans. Le même mouvement est observé à l'échelle du département qui a perdu pendant cette période 57 % de ses exploitations,. La surface agricole utilisée dans la commune a quant à elle augmenté, passant de 424 ha en 1988 à 564 ha en 2020. Parallèlement la surface agricole utilisée moyenne par exploitation a augmenté, passant de 16 à 47 ha.

## Culture locale et patrimoine

### Lieux et monuments

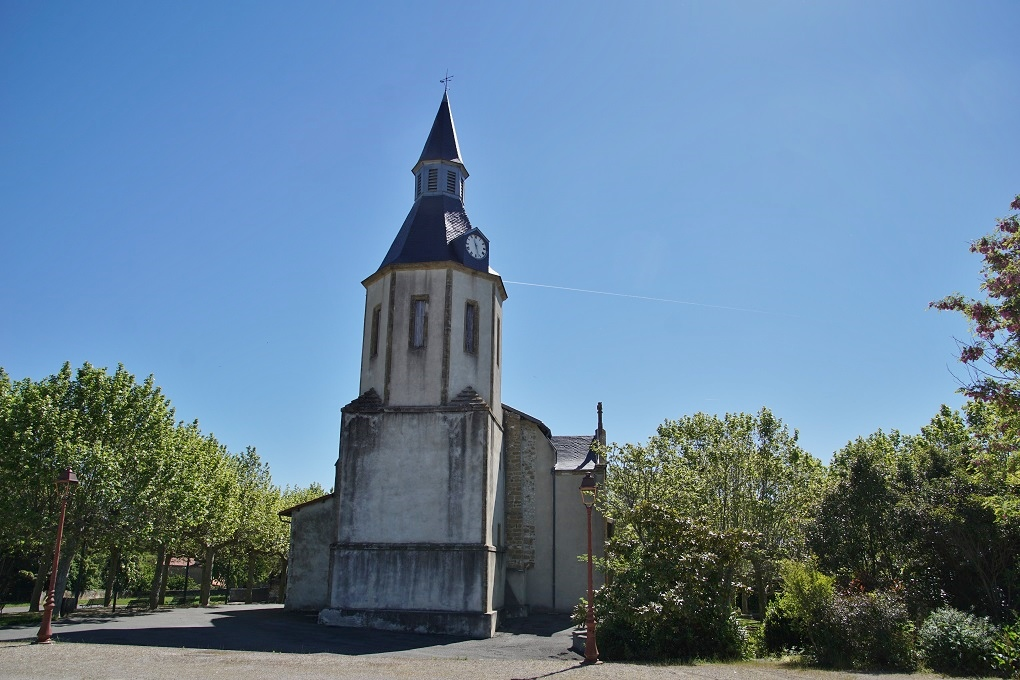
L'église Saint-Roch de Blajan.

- Musée de la tuile.
- Église paroissiale Saint-Roch.

### Héraldique
| Blason de Blajan | Blason  | Écartelé : aux 1er et 4e d'or à trois pals de gueules, aux 2e et 3e de sinople au crosseron d'or.                                                                              |
| Blason de Blajan | Détails | Les premiers et quatrièmes quartiers rappellent l'appartenance au Comté de Foix, les deux autres évoquent l'abbaye de Nizors. Le statut officiel du blason reste à déterminer. |